# Hayley Smith (artista)
Hayley Smith (nascida em 1965) é uma escultora americana. Smith é conhecida pelos seus intrincados e detalhados trabalhos em madeira.

## Início de vida
Smith nasceu em Cardiff, País de Gales, em 1965. Ela estudou design e educação artística em Cardiff. Descobriu o torneamento da madeira por acaso quando, no segundo ano da faculdade, foi designada para um projecto de marcenaria e o torno era a única ferramenta que não estava a ser usada.

## Trabalho
O seu trabalho encontra-se incluído nas colecções do Smithsonian American Art Museum, do Minneapolis Institute of Art, da Yale University Art Gallery, do Victoria & Albert Museum, do Center for Art in Wood, e do Museu de Arte do Condado de Los Angeles.